# وت لگ
وت لگ (انگلیسی: Wet Leg) یک گروه ایندی راک بریتانیایی است اهل جزیره وایت است که در سال ۲۰۱۹ توسط ریان تیزدیل و هستر چیمبرز پایه‌گذاری شد. این گروه با تک‌آهنگ چیس لانژ در سال ۲۰۲۱ شروع به کار کرد. اولین آلبوم این گروه با نام خود در سال ۲۰۲۲ در جدول آلبوم‌های بریتانیا، جدول آلبوم‌های ای‌آرآی‌ای استرالیا و جدول آلبوم‌های ایرلندی در رتبهٔ نخست قرار گرفت. این آلبوم در فهرست نهایی جایزه مرکوری ۲۰۲۲ نیز قرار گرفت. در شصت و پنجمین جوایز سالانه گرمی، نخستین آلبوم وت لگ برندهٔ جایزهٔ بهترین آلبوم موسیقی آلترناتیو، تک‌آهنگ «چیس لانژ» برندهٔ جایزهٔ بهترین اجرای موسیقی آلترناتیو، و خود گروه نیز برای جایزهٔ بهترین هنرمند جدید نامزد شد.

## ترانه‌شناسی

### آلبوم‌های استودیویی
| عنوان | جزئیات آلبوم                                                           | بالاترین جایگاه در جدول‌های موسیقی | بالاترین جایگاه در جدول‌های موسیقی | بالاترین جایگاه در جدول‌های موسیقی | بالاترین جایگاه در جدول‌های موسیقی | بالاترین جایگاه در جدول‌های موسیقی | بالاترین جایگاه در جدول‌های موسیقی | بالاترین جایگاه در جدول‌های موسیقی | بالاترین جایگاه در جدول‌های موسیقی | بالاترین جایگاه در جدول‌های موسیقی | بالاترین جایگاه در جدول‌های موسیقی | گواهینامه‌ها   |
| عنوان | جزئیات آلبوم                                                           | بریتانیا                          | استرالیا                          | آلمان                             | ایرلند                            | ژاپن                              | هلند                              | نیوزیلند                          | سوئد                              | سوئیس                             | ایالات متحده                      | گواهینامه‌ها   |
| ----- | ---------------------------------------------------------------------- | --------------------------------- | --------------------------------- | --------------------------------- | --------------------------------- | --------------------------------- | --------------------------------- | --------------------------------- | --------------------------------- | --------------------------------- | --------------------------------- | ------------- |
| وت لگ | - انتشار: ۸ آوریل ۲۰۲۲ - ناشر: دومینو - فرمت‌ها: سی‌دی، دی‌دی، ال‌پی، سی‌اس | ۱                                 | ۱                                 | ۸                                 | ۴                                 | ۶۴                                | ۱۰                                | ۴                                 | ۵۹                                | ۱۱                                | ۱۴                                | - بی‌پی‌آی: طلا |

### آلبوم‌های چندآهنگه
| عنوان                     | جزئیات                                                   |
| ------------------------- | -------------------------------------------------------- |
| اپل میوزیک هوم سشن: وت لگ | - انتشار: ۴ فوریهٔ ۲۰۲۲ - ناشر: دومینو - فرمت‌ها: پخش جاری |

### تک‌آهنگ‌ها
| عنوان                                                                       | سال  | بالاترین جایگاه در جدول‌ها موسیقی | بالاترین جایگاه در جدول‌ها موسیقی | بالاترین جایگاه در جدول‌ها موسیقی | بالاترین جایگاه در جدول‌ها موسیقی  | بالاترین جایگاه در جدول‌ها موسیقی | بالاترین جایگاه در جدول‌ها موسیقی | گواهینامه‌ها    | آلبوم |
| عنوان                                                                       | سال  | بریتانیا                         | ایندی بریتانیا                   | فرادریایی ژاپن                   | ایرپلی آلترناتیو بزرگسالان آمریکا | ایرپلی آلترناتیو آمریکا          | ایرپلی راک آمریکا                | گواهینامه‌ها    | آلبوم |
| --------------------------------------------------------------------------- | ---- | -------------------------------- | -------------------------------- | -------------------------------- | --------------------------------- | -------------------------------- | -------------------------------- | -------------- | ----- |
| «چیس لانژ»                                                                  | ۲۰۲۱ | ۷۴                               | ۱۳                               | —                                | ۱۸                                | ۱۵                               | ۲۱                               |                | وت لگ |
| «رؤیای خیس»                                                                 | ۲۰۲۱ | ۷۴                               | ۷                                | ۱۹                               | —                                 | ۲۵                               | ۴۵                               | - بی‌پی‌آی: نقره | وت لگ |
| " الان خیلی دیر "                                                           | ۲۰۲۱ | —                                | —                                | —                                | ۳۵                                | —                                | —                                |                | وت لگ |
| "وای نه"                                                                    | ۲۰۲۱ | —                                | —                                | —                                | —                                 | —                                | —                                |                | وت لگ |
| "گلپر"                                                                      | ۲۰۲۲ | —                                | ۳۸                               | —                                | —                                 | ۲۸                               | —                                |                | وت لگ |
| "مامان تو"                                                                  | ۲۰۲۲ | —                                | ۴۶                               | —                                | —                                 | —                                | —                                |                | وت لگ |
| «—» به اثری اشاره دارد که در آن منطقه در جدول قرار نگرفته یا منتشر نشده‌است. |      |                                  |                                  |                                  |                                   |                                  |                                  |                |       |

### نماهنگ‌ها
| عنوان            | سال  | کارگردان  |
| ---------------- | ---- | --------- |
| «چیس لانژ»       | ۲۰۲۱ | وت لگ     |
| «رؤیای خیس»      | ۲۰۲۱ | وت لگ     |
| «الان خیلی دیره» | ۲۰۲۱ | فرد روسون |
| «اوه نه»         | ۲۰۲۲ | وت لگ     |
| «گلپر»           | ۲۰۲۲ | وت لگ     |
| «مامانت»         | ۲۰۲۲ | لاوالند   |

## جوایز و افتخارات
| سال  | جایزه                       | رده                                                | اثر                                 | نتیجه    | م.     |
| ---- | --------------------------- | -------------------------------------------------- | ----------------------------------- | -------- | ------ |
| ۲۰۲۲ | جوایز لیبرا                 | اثر منتشره/هنرمند پیشرو                            | «چیس لانژ»                          | برنده    | [ ۲۷ ] |
| ۲۰۲۲ | جوایز لیبرا                 | ویدئوی سال                                         | «چیس لانژ»                          | برنده    | [ ۲۷ ] |
| ۲۰۲۲ | جوایز لیبرا                 | بهترین استفاده همگام                               | «چیس لانژ» در قسمت پنجم دختر سخن‌چین | نامزدشده | [ ۲۷ ] |
| ۲۰۲۲ | جوایز موسیقی مستقل ای‌آی‌ام   | پیشرفت مستقل بریتانیا                              | وت لگ                               | برنده    | [ ۲۸ ] |
| ۲۰۲۲ | جوایز موسیقی مستقل ای‌آی‌ام   | جایزه پی‌پی‌ال برای هنرمند جدید مستقل با بیشترین پخش | وت لگ                               | نامزدشده | [ ۲۸ ] |
| ۲۰۲۲ | جوایز موسیقی مستقل ای‌آی‌ام   | بهترین قطعه مستقل                                  | «چیس لانژ»                          | نامزدشده | [ ۲۸ ] |
| ۲۰۲۲ | جوایز ویدئو موسیقی ام‌تی‌وی   | عملکرد سال                                         | «چیس لانژ»                          | نامزدشده | [ ۲۹ ] |
| ۲۰۲۲ | جایزه مرکوری                | آلبوم سال                                          | وت لگ                               | نامزدشده | [ ۳۰ ] |
| ۲۰۲۲ | جوایز موزیک ویدئوی بریتانیا | بهترین ویدئوی راک - تازه‌وارد                       | «مامانت»                            | نامزدشده | [ ۳۱ ] |
| ۲۰۲۲ | جوایز موزیک ویدئوی بریتانیا | بهترین ویدئوی راک - تازه‌وارد                       | «رؤیای خیس»                         | نامزدشده | [ ۳۱ ] |
| ۲۰۲۲ | جوایز موسیقی ام‌تی‌وی اروپا   | بهترین یورش                                        | وت لگ                               | نامزدشده | [ ۳۲ ] |
| ۲۰۲۳ | جوایز گرمی                  | بهترین هنرمند جدید                                 | وت لگ                               | نامزدشده | [ ۵ ]  |
| ۲۰۲۳ | جوایز گرمی                  | بهترین عملکرد موسیقی آلترناتیو                     | «چیس لانژ»                          | برنده    | [ ۵ ]  |
| ۲۰۲۳ | جوایز گرمی                  | بهترین آلبوم موسیقی آلترناتیو                      | وت لگ                               | برنده    | [ ۵ ]  |
| ۲۰۲۳ | جوایز بریت                  | آلبوم بریتانیایی سال                               | وت لگ                               | نامزدشده | [ ۳۳ ] |
| ۲۰۲۳ | جوایز بریت                  | بهترین هنرمند جدید                                 | وت لگ                               | برنده    | [ ۳۳ ] |
| ۲۰۲۳ | جوایز بریت                  | بهترین گروه بریتانیایی                             | وت لگ                               | برنده    | [ ۳۳ ] |
| ۲۰۲۳ | جوایز بریت                  | بهترین حرکت راک/آلترناتیو بریتانیایی               | وت لگ                               | نامزدشده | [ ۳۳ ] |